# 法国南部体育馆
法国南部体育馆（法語：Sud de France Arena），也被称作蒙彼利埃体育馆（法語：Arena Montpellier），是一座坐落于法国南部埃罗省佩罗勒郊区蒙彼利埃的室内体育馆。体育馆于2010年落成开业。体育馆举办体育比赛时大约可以容纳10000名观众，开音乐会时可以扩充到14000名。

## 著名事件
自2010年起，该场馆一直举办ATP巡回赛赛事奥克西塔尼网球公开赛。
该体育场举办了电视剧音樂情人夢的音乐会国际巡演，录制了现已发布的音乐会视频片段。美国流行歌手凱蒂·佩芮于2015年2月17日在这里举行了超炫光世界巡迴演唱會。这里也是蒙皮立手球欧洲赛事的举办地。它还主办了2011年世界艺术体操锦标赛，该赛事也是2012年夏季奥运会手球比赛的资格赛。
该体育场于4月13日至19日举办了2015年欧洲艺术体操锦标赛。同年举办了2015年欧洲篮球锦标赛。2017年举办了世界男子手球锦标赛的部分比赛。此外该体育场举办了2021年世界城市自行车锦标赛，2022年世界花样滑冰锦标赛。